# Marie d'Angleterre (1279-1332)
Pour les articles homonymes, voir Marie d'Angleterre.
Marie d'Angleterre (née le 11 mars 1279 au palais de Woodstock et morte le 29 mai 1332 à Amesbury), aussi appelée Marie de Woodstock, est une princesse anglaise, fille du roi Édouard Ier d'Angleterre et d'Éléonore de Castille. Elle devient nonne bénédictine au prieuré d'Amesbury.

## Biographie

### Naissance et enfance
Marie est la dixième fille d'Édouard Ier d'Angleterre et de sa première épouse Éléonore de Castille, et la quatrième à survivre à la petite enfance après ses sœurs aînées Aliénor, Jeanne et Marguerite. Elle voit le jour le 11 mars 1279 au palais de Woodstock. Au cours de l'année 1285, sa grand-mère paternelle Éléonore de Provence choisit de se retirer au prieuré d'Amesbury, dans le Wiltshire, et décide d'emmener avec elle ses petites-filles Marie d'Angleterre et Aliénor de Bretagne, afin d'en faire de futures nonnes bénédictines au prieuré. Malgré l'opposition de sa mère au projet, Marie fait le 15 août 1285, alors qu'elle a sept ans, sa dédicace au prieuré d'Amesbury, aux côtés de treize jeunes filles nobles. Elle y devient nonne à l'âge de douze ans à la fin de 1291, peut-être le 8 décembre, fête de la conception de la Vierge, en présence de sa famille.
Les parents de Marie lui accordent la somme annuelle de 100 livres pour subvenir à ses besoins. Marie reçoit également le double du revenu habituel pour se vêtir, dispose d'un droit spécial concernant le vin des réserves du prieuré et vit confortablement dans des quartiers privés avec un lit fait de velours et de tapisseries, et des draps en lin. Le roi lui envoie à une occasion plus de 200 aunes de tissus ainsi que 2 000 poissons. Son père lui rend visite à plusieurs reprises : deux fois en 1286 et en 1289, puis à nouveau en 1290 et 1291. À la mort d'Éléonore de Provence en 1291, l'hypothèse d'envoyer Marie à l'abbaye de Fontevraud, qui est la maison-mère d'Amesbury, surgit. Il est très probable que la prieure de Fontevraud ait prié le roi d'Angleterre de lui envoyer sa fille, mais Édouard refuse, par peur que sa fille ne soit capturée par le roi Philippe IV le Bel dans l'éventualité d'une guerre avec la France. En compensation, le roi double l'allocation annuelle de sa fille à 200 livres. En 1292, Marie bénéficie également du droit de recevoir quarante chênes par an issus des forêts royales et vingt tonneaux de vin par an de Southampton.

### Relations avec sa famille
Bien que résidant à Amesbury, Marie voyage fréquemment en Angleterre après avoir pris le voile. Elle visite ainsi son frère cadet, le futur Édouard II, en 1293 et apparaît régulièrement à la cour, y passant notamment cinq semaines en 1297, juste avant le départ de sa sœur Élisabeth pour la Hollande. Sur une période de trois mois en 1305, elle rend visite pas moins de onze fois, chaque fois sur une durée allant jusqu'à cinq jours, à ses demi-frères Thomas et Edmond. Lors de ses visites à la cour, elle est accompagnée de demoiselles, de serviteurs ainsi que de 24 à 30 chevaux et palefreniers. Son père paie souvent ses dettes de jeu et lui fait présent de chiens de chasse. Marie reçoit également des proches à Amesbury : sa nièce Jeanne de Monthermer et sa cousine Isabelle de Lancastre y prennent le voile, tandis que sa demi-sœur Aliénor, sa nièce Éléonore de Bohun et sa petite-nièce Jeanne Gaveston y séjournent pendant leur enfance. On sait que Marie est proche de sa nièce Élisabeth de Clare, fille de sa sœur Jeanne : ainsi, après la mort prématurée de son époux Théobald II de Verdun en 1316, Élisabeth se retire à Amesbury, y donne naissance à leur fille Isabelle, et accompagne quelques semaines après son accouchement sa tante Marie lors d'un pèlerinage à Canterbury.
Marie semble avoir entretenu d'excellentes relations avec son frère Édouard. En 1304, Édouard lui offre un lévrier, tandis que Marie lui envoie en 1307 un faucon. Dans une lettre de 1304, Édouard prie sa sœur de l'excuser pour ne pas avoir envoyé comme il les lui avait promis plusieurs présents, dont des tonneaux de vin et un orgue, car le seul vin que ses serviteurs ont pu trouver n'était pas d'assez bonne qualité et que l'orgue s'était brisé lors de son acheminement. En 1305, lorsque son frère se querelle avec leur père et est privé de ses revenus, Marie l'invite à rester auprès d'elle, mais demande auparavant au roi la permission de correspondre avec son frère. Après l'avènement d'Édouard II sur le trône en 1307, elle continue à le visiter à la cour. Le nouveau souverain paie ses dépenses et lui envoie de multiples présents : chaque année, il lui fait don de tonneaux de vin ; à la Noël 1317, il lui remet une bague d'une valeur de 10 livres ; en 1318, il lui offre des vêtements en provenance de Lucques ; et, enfin, il lui attribue le manoir de Ludgershall, dans le Wiltshire, un honneur insigne pour une religieuse. Les relations de Marie avec Isabelle de France, l'épouse du roi, sont cordiales : les deux femmes correspondent souvent et réalisent ensemble un pèlerinage en 1316 à Cantorbéry.

### Fonctions religieuses
À la fin des années 1290, Marie reçoit plusieurs fonctions au prieuré d'Amesbury. Elle obtient ainsi les postes stratégiques de vice-gérante et de visitatrice, ce qui la place juste après l'abbesse dans la hiérarchie de l'institution, lui donne le droit d'autoriser le transfert de nonnes entre plusieurs couvents bénédictins et lui permet enfin de se déplacer à son gré dans le royaume afin de profiter de certaines occasions pour rendre visite à sa famille. En 1302, la somme annuelle de 200 livres que lui allouait jusque-là la couronne est remplacée par des droits sur plusieurs manoirs et le bourg de Wilton, situé dans le Wiltshire, mais à la seule condition qu'elle demeure en Angleterre. Toutefois, ses droits lui apportent des revenus inférieurs à ses dépenses et les dettes lors de paris qu'elle mène sur des jeux de dés, qu'elle accumule au cours d'une visite à la cour de son père en 1305, contraignent le roi à lui réattribuer brièvement cette année-là la somme de 200 livres afin de pouvoir les acquitter. Malgré ces difficultés pécuniaires, Marie garde la confiance de l'ordre bénédictin, qui lui confie la gestion du prieuré de Grove (en), situé dans le Buckinghamshire. Elle semble accomplir cette tâche avec succès, puisqu'elle conserve ce poste jusqu'à sa mort.
En revanche, Marie ne réussit pas à obtenir la fonction d'abbesse dans l'ordre bénédictin, tandis que sa cousine Aliénor de Bretagne devient abbesse de Fontevraud en 1304. La lecture en 1303 au prieuré d'Amesbury de la bulle pontificale Periculoso, édictée cinq ans auparavant par le pape Boniface VIII, requiert des nonnes qu'elles demeurent à l'intérieur de l'établissement religieux, mais cette décision ne semble pas avoir affecté les voyages fréquents de Marie à la cour et ses pèlerinages, probablement du fait de l'influence dont elle bénéficie de par son ascendance royale. Peu après 1313, son poste de visitatrice lui est en revanche retiré. Informé de cette décision, le roi Édouard II ordonne alors à Aliénor de Bretagne de restaurer sa sœur Marie à cette fonction, mais sa requête se révèle quand même infructueuse. La persévérance de Marie auprès de son frère pousse le roi à s'adresser au pape Jean XXII pour remédier à cette situation et, finalement, un mandat papal adressé à Aliénor lui intime l'ordre de restaurer Marie dans son poste de visitatrice. Aliénor se plie alors à l'injonction papale et adresse au prieuré d'Amesbury une lettre dans laquelle elle précise que Marie doit de nouveau être reconnue comme visitatrice.

### Fin de vie et mort
En dépit de son conflit apparent avec sa cousine Aliénor, Marie continue à mener une existence confortable. En 1316, elle parvient à emprunter plus de 2 livres des fonds du prieuré d'Amesbury et envoie un clerc à Londres pour des courses personnelles, qui sont pourtant aux frais du prieuré. Le statut royal de Marie n'est pas remis en cause par l'ordre bénédictin et c'est effectivement en tant que princesse royale que Marie reçoit l'hommage du dominicain Nicholas Trivet, un universitaire et auteur alors prolifique et polyvalent. Trivet dédicace d'ailleurs entre 1328 et 1334 son œuvre Cronicles à Marie, qu'elle pourrait très bien lui avoir commandé d'écrire. Conçu comme une histoire amusante du monde, l'ouvrage de Trivet devient plus tard une source importante pour plusieurs œuvres populaires de l'époque et est en partie un récit de la famille royale des Plantagenêts. Marie y reçoit quant à elle une description élogieuse : « la quatrième fille [d'Édouard Ier] était la dame Marie dont il est dit avant elle qu'elle s'est mariée au haut roi du ciel ». Le respect qui est témoigné à la princesse royale apparaît aussi lorsque plusieurs familles de la noblesse d'Angleterre choisissent le prieuré d'Amesbury pour y confier à Marie les filles qu'elles destinent à la vie cloîtrée.
Marie ne s'implique cependant pas dans les affaires politiques du royaume et on ignore ses réactions lorsque son frère Édouard II est déposé en 1327. Elle est en revanche à cette date la seule sœur du roi encore vivante qui réside en Angleterre, son aînée Marguerite ayant sa propre cour dans le duché de Brabant. Marie d'Angleterre meurt le 29 mai 1332 à Amesbury, à l'âge de 53 ans, et est sans doute inhumée dans le prieuré. Elle est alors l'avant-dernier enfant d'Édouard Ier et d'Éléonore de Castille à trépasser, sa sœur Marguerite mourant à une date inconnue après 1333. En 1345, John de Warenne, 7e comte de Surrey, déclare avoir entretenu avant 1306 une liaison avec Marie. Marie étant la tante de Jeanne de Bar, l'épouse dont le comte cherche à se défaire, cette déclaration aurait pour conséquence la prononciation de la nullité de leur union. Elle n'est pourtant pas prise en compte par les autorités ecclésiastiques, qui considèrent que cette relation n'a pu avoir lieu, puisque Marie est entrée au couvent avant même la naissance du comte de Surrey,. Il est probable que John de Warenne ait choisi Marie pour ses machinations en raison de sa mort et de sa position de religieuse, qui la prive d'enfants qui pourraient être offensés par la déclaration du comte.